# Мягкое нёбо
Мя́гкое нёбо или нёбная занаве́ска (лат. palatum molle s. pendulum) — задняя часть нёба, складка слизистой оболочки, свешивающаяся у млекопитающих над основанием языка и отделяющая ротовую полость от глотки.

## Строение
Слизистая оболочка мягкого нёба — дупликатура слизистой полости носа, в её толще расположены мышцы мягкого нёба. Задний отдел представлен свободно свисающей нёбной занавеской, которая заканчивается язычком (лат. uvula). Язычок разделяет мягкое нёбо на две дугообразные половины, которые по направлению к боковым стенкам зева разделяются на две нёбные дуги (лат. arcus palatini): переднюю, или нёбно-язычную (лат. arcus palatoglossus), направляющуюся к боковому краю языка, и заднюю, или нёбно-глоточную (лат. arcus palatapharyngeus), переходящую в слизистую оболочку глотки. Между обеими дугами лежит нёбная миндалина (лат. tonsilla s. amygdala).
Со стороны полости рта мягкое нёбо покрыто многослойным плоским неороговевающим эпителием, а со стороны носовой полости- многорядным мерцательным эпителием.

### Мышцы мягкого нёба
1. мышца, напрягающая нёбную занавеску (m. tensor veli palatini) — начинается на хряще слуховой трубы и ости клиновидной кости, огибает крючок крыловидного отростка клиновидной кости и вплетается в апоневроз мягкого нёба. Напрягает занавеску в поперечном направлении, расширяет просвет слуховой трубы.
2. мышца, поднимающая нёбную занавеску (m. levator veli palatini) — начинается на костной части слуховой трубы и пирамиде височной кости, вплетается в апоневроз мягкого неба. Поднимает мягкое небо кверху.
3. мышца язычка (m. uvulae) — начинается на задней носовой ости, небном апоневрозе, заканчивается в слизистой язычка. Приподнимает и укорачивает язычок.
4. нёбно-язычная мышца (m. palatoglossus) — начинается на латеральной части корня языка, проходит в нёбно-язычной дужке, вплетается в апоневроз мягкого нёба. Опускает небную занавеску, уменьшая отверстие зева.
5. нёбно-глоточная мышца (m. palatopharyngeus) — начинается на задней стенке глотки, щитовидном хряще, проходит в нёбно-глоточной дужке, вплетается в апоневроз мягкого неба. Опускает небную занавеску, уменьшая отверстие зева.

Благодаря деятельности мышц мягкое нёбо может, отклоняясь назад и вверх и смыкаясь с боковыми сторонами глотки, отгораживать верхний участок последней с задними носовыми отверстиями от остальной глотки (при глотании).
Иннервируется ветвями языкоглоточного и блуждающего нервов.
Кровоснабжение: восходящая нёбная артерия (ветвь лицевой артерии), нисходящая нёбная артерия (ветвь верхнечелюстной артерии).
Венозный отток: нёбная вена (впадает в лицевую вену).
Лимфоотток: заглоточные лимфатические узлы.

## Возрастные особенности
Мягкое нёбо новорожденного короткое, располагается горизонтально. Нёбная занавеска не касается задней стенки глотки, чем достигается свободное дыхание при сосании.